# Franciscaines filles de la Miséricorde
Ne doit pas être confondu avec Filles de la miséricorde franciscaine.
Les franciscaines filles de la Miséricorde (en latin : Congregatio Sororum Franciscalium Filiarum Misericordiae) sont une congrégation religieuse féminine enseignante et hospitalière de droit pontifical. 

## Historique
La congrégation est fondée par le père Gabriel Ribas (1814-1873) et sa sœur Josefa María (1826-1878) le 14 septembre 1856 à Pina (Algaida) sur l'île de Majorque pour donner une éducation gratuite aux filles pauvres et apporter des soins aux malades, en particulier dans les villages éloignés de toute structure. L'autorisation de fondation avait été donné le 13 septembre 1856 par Mgr Miguel Salvá Munar (es). Le 18 décembre 1857, la fondatrice prend le nom de Concepción de saint Joseph et fait sa profession religieuse des mains de son frère. La congrégation s'étend à toute l'île, atteignant plus de quarante communautés à la fin du siècle et s'agrège au Tiers-Ordre franciscain en 1921. 
L'institut reçoit le décret de louange le 11 mars 1871 du pape Pie IX. Le décret est envoyé à l'évêque de Majorque, mais pour une cause encore inconnue, la congrégation continue à être de droit diocésain jusqu'en 1921, année où l'on retrouve de décret de louange ce qui a permet l'expansion de la congrégation dans d'autres parties du monde. En 1922, elles fondent les premières maisons à Minorque , puis s'installent en Espagne continentale puis en Italie et au Maroc. Au milieu du XXe siècle, elles ouvrent des maisons en Amérique latine.
Deux religieuses franciscaines filles de la Miséricorde, Catherine Caldes Socias (1899-1936) et Michelle Rullán Ribot (1903-1936), martyres de la guerre civile espagnole, sont béatifiées par le pape Benoît XVI le 28 octobre 2007.

## Activités et diffusion
Les sœurs se consacrent à l'instruction des jeunes et aux soins de santé.
Elles sont présentes en :
- Europe : Espagne, Italie.
- Amérique : Bolivie, États-Unis, Pérou.

La maison générale est à Madrid.
En 2017, la congrégation comptait 211 sœurs dans 40 maisons.